# Купер, Белтон Янгблад
Белтон Янгблад Купер (англ. Belton Youngblood Cooper; 4 октября 1917, Хантсвилл, штат Алабама — 26 мая 2007, Бирмингем, штат Алабама) — американский офицер связи, военный мемуарист.
Во время Второй мировой войны — офицер связи Третьей бронетанковой дивизии США, участник боёв во Франции. После войны окончил Мичиганский университет, работал морским инженером, возглавлял комиссию по образованию Общества инженеров Алабамы (англ. Alabama Society Professional Engineers).
Известен книгой воспоминаний «Смертельные ловушки. Выживание американской бронетанковой дивизии во Второй мировой войне» (англ. Death Traps: The Survival of an American Armored Division in World War II; 1998, русский перевод 2007), не только представляющей собой живой и занимательный рассказ о буднях американских солдат, но и разбирающей недостатки и достоинства американской и немецкой военной техники времен Второй мировой войны.